# 明知城の戦い
明知城の戦い（あけちじょうのたたかい）は、天正2年（1574年）に美濃国恵那郡で起こった武田氏と織田氏の戦い。

## 概要
元亀4年（1573年）4月12日、武田信玄は上洛半ばで病死した。武田家の家督は四男の武田勝頼が継いだ。

## 天正2年 武田勝頼の攻撃
天正2年（1574年）1月27日、勝頼は信玄の遺志にて山県昌景ら甲斐・信濃・飛騨・越中・上野の5箇国3万人の兵を率いて織田信長を圧迫するため美濃恵那郡に侵攻し、寺社を悉く破壊した後に岩村城に入った。
勝頼は、明知城の北に陣を敷いて、美濃・尾張・三河・遠江攻略の拠点となる明知城を、1万5千の大軍で攻めて占領しようとした。
明知遠山氏は、上村合戦の折に屈強な兵は悉く討死したため、老弱な兵のみが残っていたので、信長は、明知城に兵200騎を送り、明知城主遠山一行・叔父の遠山友治らは総勢500人でこれを防ぎながら、信長に救援を求めた。
信長は明知城を失う重大さを思い、奈良多聞山城から呼び寄せた嫡男の織田信忠と明智光秀とともに、3万の兵にて明知城より北東にある鶴岡山に布陣し、包囲された明知遠山氏と連絡して武田勢を挟撃しようとした。
遠山一行は、明知の八王子神社の焼討を丹後禰宜と防ごうとした。丹後は強弓で敵兵5～6人を倒し、武田勢が怯むところを斬りかかり戦ったが深手を負い山中に退き没した。丹後に従って戦った24人の禰宜も悉く討死した。
武田勢は織田方の遠山氏の苗木城・明照城・大井城・串原城・今見砦・阿木城・妻木城等の城砦を陥れた。
そのため信長は、東濃の神篦城に河尻秀隆を、小里城に池田恒興を配置し、2月24日に岐阜に撤退した。
武田勢は明知城を包囲した。遠山友治は死守しつつ織田信長に救援を頼んだ。
信長は嫡男の織田信忠とともに自ら出陣し援けようとした。信長は美濃の諸将（池田恒興・河尻秀隆・森長可・蜂屋頼隆・塚本）など3万人を率いたとされるが、山県昌景が兵6千人を率いて鶴岡山の山麓を廻り、信長軍の進路を遮ると、信長は兵を退いて布陣した。
明知城に襲いかかる武田勢の大軍は、堀を越え塀をよじ登り、討たれても突かれても溢れるように城内に押し寄せた。
遠山友治は織田軍の救援を受けられず戦死した。遠山十八子城のうち明知城は17番目に落城した。
明知年譜によると山県隊が信長軍を追撃して4里退かせた。信長の周囲を固めた16騎のうち9騎が打ち取られ、7騎が逃げ出すなど、信長を瀬戸際まで追い詰める場面もあったという。
信長公記によれば、天正2年（1574年）2月に武田勝頼が明知城を攻めた時に、飯羽間右衛門尉(遠山友信または遠山信次)が城内で謀反を起こしたため明知城が落ちたと記されているが、
飯羽間右衛門尉は明知城が落城した後に飯羽間城で武田方と戦っており、甲陽軍鑑によれば、捕えられたものの勇猛果敢ぶりを評価されて助命され、武田勝頼から信濃伊那郡箕輪に領地を与えられたが、天正10年の武田残党狩りの際に坂井越中守に信濃小諸で、子と共ともに処刑されたとされたというのが事実のようである。
しかし城主の遠山一行は叔父の遠山利景とともに城を脱出し、遠山利景の妻の実家である三河国足助城の鈴木氏を頼った。この後武田軍は機に乗じて川中島衆を派遣して飯羽間城を攻め落とした（飯羽間城の戦い）。
その後、上杉謙信の軍勢が動いたことを知った武田勝頼は東美濃から撤兵した。

## 天正3年 明知城の奪還
天正3年（1575年）5月、織田信長は長篠の戦いで武田勝頼を破ったのに続いて、嫡男の織田信忠を総大将とする武田征伐軍が武田方に占拠された諸城を次々に奪回し、遠山利景と遠山一行は武田軍が占拠していた小里城を攻め落とし明知城も再び織田方の城となる。足助の鈴木氏を頼っていた遠山利景と遠山一行は、明知城に帰還した。